# Aquaglobus

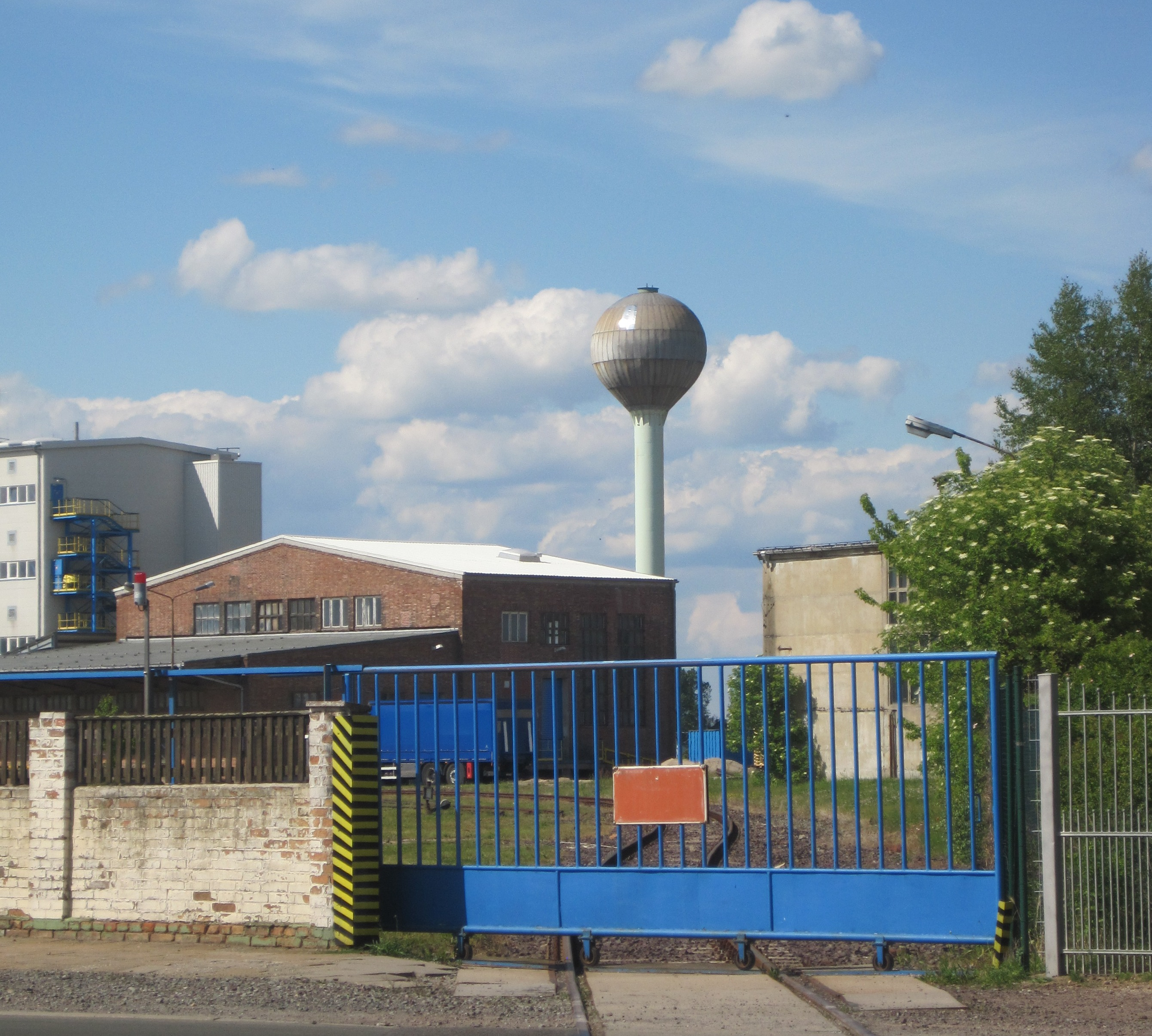
Aquaglobus frei stehend

Der Aquaglobus ist eine  montagefähige Wasserturmkonstruktion aus Stahl. Er gehört zur Typenserie von Wassertürmen aus Metall, die in Ungarn um 1966 entwickelt wurden.

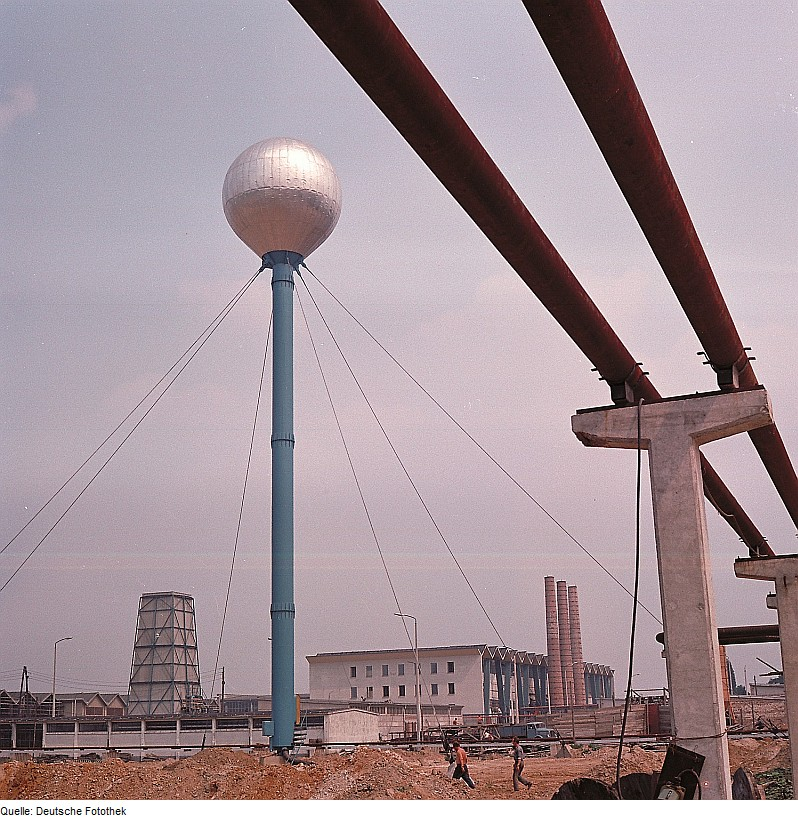
Aquaglobus mit Seilabspannung

Dieser Typ besteht aus einem frei stehenden kreisförmigen Schaft, der in einem Stahlbetonfundament verankert wird. Der kugelförmige Wasserbehälter ist mit einer Wärmedämmschicht aus Glaswolle und mit einer Ummantelung aus Aluminiumblech umgeben. Durch die Modulbauweise können die vorgefertigten Teile mit einer kurzen Montagezeit (wenige Wochen) zu einem Turmbehälter zusammengefügt werden. Der Nutzinhalt des Kugelbehälters kann je nach Anforderung zwischen 50 und 300 m³ liegen.
Eine weitere Ausführung dieser Wasserbehälter wird als Hydroglobus bezeichnet. Hierbei wird die Verbindung zum Fundament durch ein Kugelgelenk hergestellt. Eine zusätzliche Abspannung durch seitlich angebrachte Seile ist notwendig.
Viele dieser Wasserbehälter kamen unter anderem in größeren Industriebetrieben der DDR zu Anwendung, häufig dienten sie der Notwasserversorgung.